# Mr. Jones (film 1993)
Mr. Jones è un film del 1993 diretto da Mike Figgis. Il film vede protagonista Richard Gere nei panni di Mr. Jones, un uomo che soffre di psicosi maniaco-depressiva.

## Trama
Mr. Jones è un personaggio molto affascinante, in cui convivono la gioia di vivere e la disperazione, la spensieratezza e l'angoscia, l'euforia e la depressione. Si tratta dunque di un soggetto affetto da disturbo bipolare, malattia nota anche con il termine di psicosi maniaco-depressiva. Durante una giornata di lavoro presso un cantiere edile, Mr. Jones si lascia trasportare dall'euforia tipica della fase maniacale della sua malattia, mettendosi a camminare su un tetto nel tentativo di emulare il volo degli aerei che passano. Dopo essere stato portato in salvo da un operaio con cui aveva parlato poco prima, viene ricoverato in un ospedale dove conoscerà la dottoressa Libbie Bowen, che grazie a Jones imparerà a guardare oltre la malattia. In una scena finale si vede Mr. Jones nello stesso cantiere da cui un po' di tempo prima voleva volare: quando passa l'aereo non si butta ma capisce di non poter volare e torna indietro.